# Guy Busick
Guy William Busick, född 1 november 1975 i Grand Island i Nebraska, är en amerikansk manusförfattare. Han är mest känd för att ha samarbetat tillsammans med Radio Silence-regissörerna Matt Bettinelli-Olpin och Tyler Gillett, och skrivit manus till skräckfilmerna Ready or Not, Scream (2022), och Scream VI.

## Karriär
Busicks karriär påbörjades under år 2016, då han var en av storyförfattarna till thrillerfilmen Urge. Han blev sedan delaktig som manusförfattare på TV, genom att skriva manus till de två TV-serierna Stan Against Evil och Castle Rock. År 2019 började Busick samarbeta tillsammans med Radio Silence-regissörerna Matt Bettinelli-Olpin och Tyler Gillett, och skrev manuset till skräckfilmen Ready or Not. År 2020 påbörjade han ytterligare ett samarbete tillsammans med Bettinelli-Olpin och Gillett, detta för den kommande skräckfilmen Reunion. Året därpå blev han anmärkningsvärd för sitt manusförfattande, i skräckslashern Scream (2022), som är en revivalvariant av Scream (1996). I januari 2022 blev Busick anlitad som manusförfattare, till den kommande, sjätte Final Destination-filmen Bloodlines. I februari 2022 skrev han även manuset till Scream VI, som är en uppföljare till Scream (2022).

## Filmografi

### Filmer
- 2016 – Urge
- 2019 – Ready or Not
- 2022 – Scream
- 2023 – Scream VI
- 2024 – Abigail
- 2025 – Final Destination: Bloodlines
- 2026 – Scream 7

### TV-serier
- 2016–2018 – Stan Against Evil (TV-serie)
- 2019 – Castle Rock (TV-serie)

## Utmärkelser
Busick blev, för sitt manusförfattande på Ready or Not, nominerad till en Fangoria Chainsaw Award år 2020, i kategorin Bästa manus. Han blev dessutom nominerad till en Saturn Award för bästa manus år 2022, detta för sitt manusförfattande i Scream (2022).